# Brian Melo
Brian Melo (* 15. August 1982 in Hamilton, Ontario) ist ein kanadischer Sänger und Gewinner der fünften Staffel der Castingshow Canadian Idol im Jahr 2007.

## Biographie
Melo wurde in Hamilton (Ontario) geboren. Seine Eltern sind Maria und Augusto Melo, die von São Miguel (Portugal) aus nach Kanada emigriert sind. Er hat an der Royans School for the Musical Performing Arts professionellen Gesangsunterricht genommen.

## Karriere

### Canadian Idol
Als er 2007 am Canadian Idol Casting teilnahm, lebte er noch in Hamilton und arbeitete als Bauarbeiter. Er war bereits zu früheren Castings angetreten, konnte die Jury damals jedoch noch nicht überzeugen. 2007 ermutigte ihn seinen bester Freund und Bruder, es erneut in Toronto zu versuchen.
Die Jury lobte Melo für seinen emotionalen Auftritt und seine Bühnenbeherrschung. Nach seinem Auftritt mit Karma Police von Radiohead in der Top 5 Show erntete er vom Publikum und der Jury eine Standing Ovation, und Jurymitglied Jake Gold sagte, „I just hope the people at home understand what they just saw. One of the most magic moments ever on this show.“ Zack Werner fügte hinzu, „Mr. and Mrs. Melo, your son very well may be the next Canadian Idol. You [Brian] give credibility to the whole damn franchise.“
Am 11. September 2007 gewann Melo Canadian Idol, obwohl er von Anfang an als Außenseiter (dark horse) gehandelt und zweimal fast aus der Show gewählt worden war. Er schlug im Finale Jaydee Bixby.
Seine erste Single All I Ever Wanted wurde am 13. September 2007 um Mitternacht veröffentlicht und ist auch auf seinem ersten, am 27. November 2007 erschienenen Album Livin' It zu finden.

### Canadian Idol Shows / Songauswahl
Top 22
Stereo von The Watchmen
Top 18
Angels von Robbie Williams
Top 14
Drive von Incubus
Top 10 – Number One Hits
If You Could Only See von Tonic
Top 9 – Music of the 1960s
Bold as Love von Jimi Hendrix
Top 8 – Unplugged
She Talks to Angels von The Black Crowes
Top 7 – Queen
Too Much Love Will Kill You
Top 6 – Pop/Rock
The Dolphin's Cry von Live
Top 5 – My Idol
Karma Police von Radiohead
Top 4 – Standards
Mack the Knife von Bobby Darin
Feeling Good von Michael Bublé
Top 3 – Judges' Choice / People’s Choice
Whiter Shade of Pale von Procol Harum (gewählt von Juror Jake Gold)
Lightning Crashes von Live
Top 2 – Bon Jovi / Winner's Single / Competitor's Choice
This Ain't a Love Song von Bon Jovi
All I Ever Wanted von Brian Melo
Hallelujah von k.d. lang/Leonard Cohen

### Laufbahn
- 1997: Melo (damals als Chormitglied) war Backgroundsänger für Shania Twain.
- 2003 – heute: Frontmann der Alternative-/Indie-Band Stoked aus Hamilton.
- 2007: Gewinner von Canadian Idol 2007.
- 2007: Veröffentlichung seiner ersten Single All I Ever Wanted.
- 2007: Veröffentlichung seines ersten Albums Livin' It am 27. November 2007.

## Diskografie

### Alben
| Jahr | Titel     | Höchstplatzierung, Gesamtwochen, AuszeichnungChartsChartplatzierungen (Jahr, Titel, Platzierungen, Wochen, Auszeichnungen, Anmerkungen) | Anmerkungen                             |
| Jahr | Titel     | CA | Anmerkungen                             |
| ---- | --------- | --- | --------------------------------------- |
| 2007 | Livin’ It | CA14 (1 Wo.)CA | Erstveröffentlichung: 27. November 2007 |
| 2010 | The Truth | — | Erstveröffentlichung: 12. Oktober 2010  |

### Singles
| Jahr | Titel Album                 | Höchstplatzierung, Gesamtwochen, AuszeichnungChartsChartplatzierungen (Jahr, Titel, Album, Platzierungen, Wochen, Auszeichnungen, Anmerkungen) | Anmerkungen                              |
| Jahr | Titel Album                 | CA | Anmerkungen                              |
| ---- | --------------------------- | --- | ---------------------------------------- |
| 2007 | All I Ever Wanted Livin’ It | CA11 (21 Wo.)CA | Erstveröffentlichung: 11. September 2007 |
| 2008 | Shine Livin’ It             | CA69 (8 Wo.)CA | Erstveröffentlichung: Februar 2008       |